# Coriano
Coriano ist eine italienische Gemeinde mit 10.455 Einwohnern (Stand 31. Dezember 2023) in der Provinz Rimini in der Region Emilia-Romagna.

## Geographie
Ortsteile von Coriano sind neben dem Hauptort Coriano, Cerasolo, Mulazzano, Ospedaletto und Sant’Andrea in Besanigo.
Die Nachbargemeinden sind Domagnano (RSM), Faetano (RSM), Misano Adriatico, Montescudo-Monte Colombo, Riccione, Rimini, San Clemente und Serravalle (RSM).

## Geschichte
In Coriano findet man umbrische, etruskische und römische Siedlungsreste. Die Gemeinde wurde von fast allen Armeen, die in Italien seit dem 12. Jahrhundert kämpften, erobert. Daher wurde die Stadt von den Malatesta, von den Borgia, von der Republik Venedig, von den spanischen Armeen und von den Truppen des Papstes erobert. Papst Clemens VII. übergab 1528 die Stadt an die Sassatelli von Imola als Dank für die kriegerische Unterstützung gegen die Malatesta. In den folgenden Jahrhunderten wurde Coriano zu einer wichtigen landwirtschaftlichen Nutzfläche in der Region südlich von Rimini und die wichtigste Stadt des Bezirks, der aus sechs Ortschaften (Misano, Monte Colombo, Montescudo, Morciano, San Clemente und Coriano) besteht.

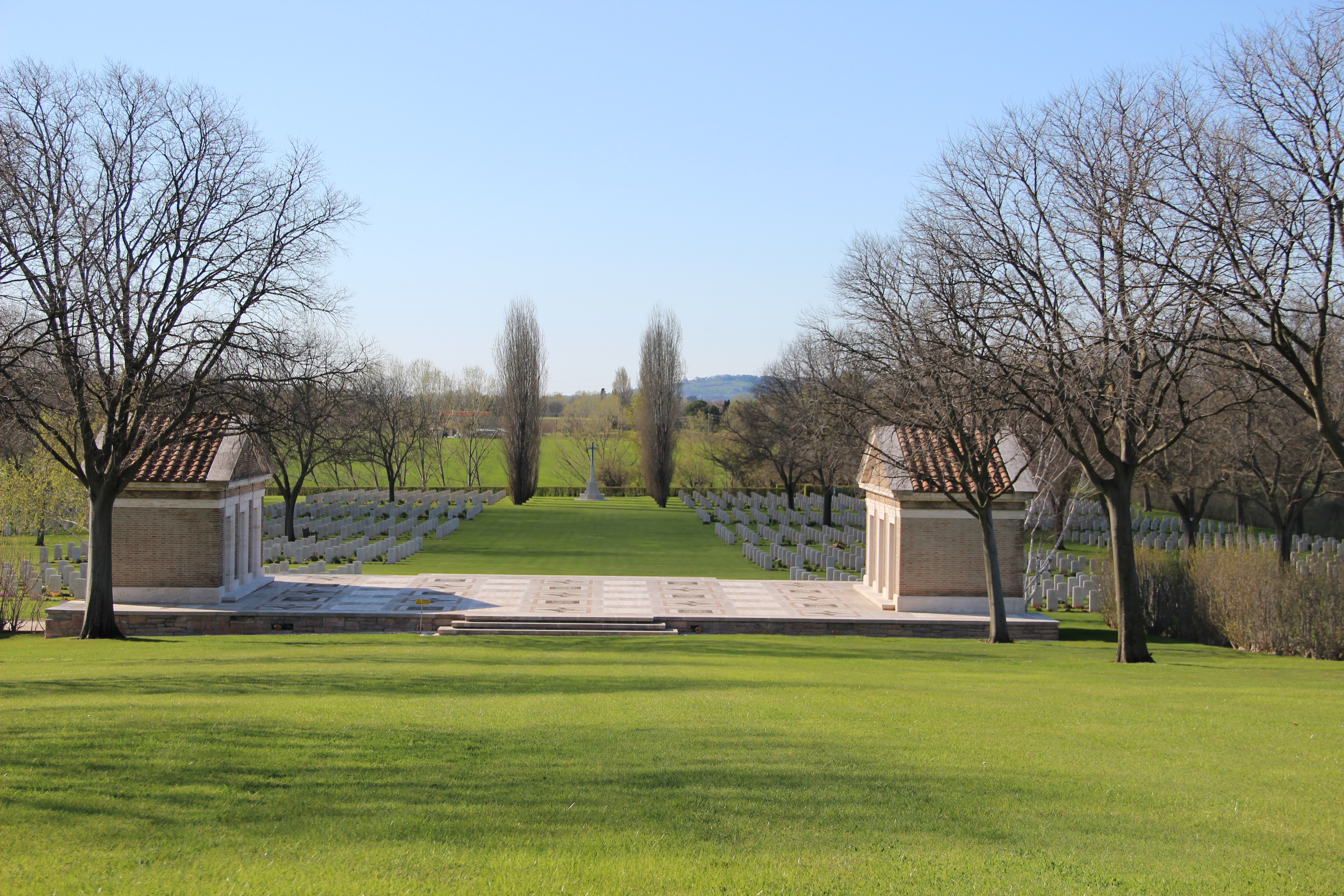
Coriano Ridge War Cemetery

Die Stadt Coriano war während des Zweiten Weltkrieges im September 1944 im Rahmen der Offensive der Alliierten auf die Gotenstellung, Deckname Operation Olive, Schauplatz heftiger Kämpfe zwischen Verbänden der deutschen Wehrmacht und der 8. britischen Armee. Daran erinnert am Stadtrand der britische Soldatenfriedhof Coriano Ridge War Cemetery, wo 1940 gefallene Soldaten begraben sind.
In Coriano befindet sich seit 1978 das größte Drogen-Rehabilitationszentrum Europas, die Comunità San Patrignano.
2012 wurde in Coriano eine Sporthalle "Palazzetto dello Sport Marco Simoncelli" zu Ehren seiner größten Persönlichkeit, des 2011 bei einem Motorradunfall verstorbenen Marco Simoncelli, umbenannt. Ein Ehrenmal in Form eines Auspuffs wurde 2013 in der Ortsmitte errichtet. Jeden Sonntag entzündet sich eine Flamme für 58 Sekunden, der Startnummer von Simoncelli.

## Persönlichkeiten
- Gaudenzio Patrignani (1755–1823), Franziskaner, Bischof von Ferentino 1818–1823
- Enzo Frisoni (* 1949), san-marinesischer Radrennfahrer
- Marco Simoncelli  (1986–2011), italienischer Motorradrennfahrer, 250 ccm Weltmeister 2008